# 丁丁和太陽神廟
《丁丁和太阳神庙》 / 《七个水晶球与太阳的囚徒》 （1969，Belvision，由比利时、法国、瑞士联合出品）是一部以《七个水晶球》和《太阳的囚徒》为蓝本的电影（合并为《丁丁和太阳神庙》）。 此电影吸引了极大的公众注意。《丁丁和太阳神庙》是《丁丁历险记》系列中首部动画电影，第二部为《丁丁在鲨鱼湖》。
书中许多情节在电影中被删去。《七个水晶球》全书更是被压缩到仅有十五分钟的电影时间。发生的事件有所改动，并增加了一些元素。例如，电影中新增了伟大印加的女儿（the Great Inca's Daughter）这一角色，她请求父亲释放囚徒，而且对歌喉變得極佳的索尼諾有好感。至於杜邦兄弟也有加入丁丁一等行列，並一起險些被活活燒死。